# Moussa Magassouba
Pour les articles homonymes, voir Magassouba.
Moussa Magassouba, né à Siguiri est un ingénieur minier et homme politique guinéen.
Il est Ministre des Mines et de la Géologie au sein du gouvernement dirigé par Mohamed Béavogui du 4 novembre 2021, puis celle de Bernard Goumou du 20 août 2022 au 19 février 2024.

## Biographie et études
Il a fait ses études primaires à Norassoba et le secondaire au lycée Morifindjan Diabaté à Kankan où il décrochera successivement le bac1 et bac2 option sciences mathématiques.
Après le Baccalauréat, il sera orienté à l'Institut supérieur des mines et de la géologie de Boké pour les études d'ingénierie des Mines d'où il sera diplômé en 2001.

## Parcours professionnel
Fin 2001, il effectue un stage d'ingénieur des Mines à la SAG, avant d'être recruté par la société aurifère de Kouroussa (SEMAFO-GUINEE) en 2002.
Il part aux USA, pour approfondir ses connaissances dans le domaine minier d’où maîtrise en génie minier et en économie minérale de l’école des mines de Mackay (Mackay School of Mines) et celle de l'école des mines du Colorado et d’une maîtrise en business international de l’Université de Columbia à New York, aux États-Unis.
Il a été auparavant directeur des mines pour l'Amérique du Nord au consulting firm dénommé ACCENTURE puis de fin 2014 jusqu'au 15 juin 2020, le gouvernement de l'Arabie Saoudite, comme directeur général adjoint des mines.
Depuis 15 juin 2020, il était directeur général de la filiale d'AngloGold Ashanti de Guinée (SAG).

## Ministre
Il est nommé par décret le 4 novembre Ministre des Mines et de la Géologie en remplacement d'Abdoulaye Magassouba.
Le 19 février 2024, le gouvernement Bernard Goumou dont il est membre est dissout par le Comité national du rassemblement pour le développement (CNRD).